# Campagne (jeu de rôle)
Pour les articles homonymes, voir Campagne (homonymie).
Dans l'univers des jeux de rôle sur table, une campagne est une histoire à long terme, ou une série d'aventures qui impliquent généralement les mêmes personnages.
Le but d'une histoire de longue haleine est d'introduire dans le jeu un aspect supplémentaire de développement, d'amélioration et de progression (ou de dégénération) des personnages. Dans une campagne, une session de jeu devient une scène ou un acte à l'intérieur d'un arc narratif d'ensemble.
Lors de sa conception, une campagne peut avoir ou ne pas avoir de conclusion définie. Par définition, elle s'étend sur plus d'une session de jeu. Certains aspects du jeu sont presque toujours constants au cours de la campagne : le décor, les joueurs et le meneur de jeu ; on dit parfois du maître de jeu qu'il « fait jouer » la campagne.

## Aspects d'une campagne
Une campagne se caractérise par les aspects suivants :
- les règles : quel est le système de jeu utilisé ? Quels changements, adjonctions ou soustractions le maître de jeu décide-t-il d'apporter à ces règles ? Comment le maître de jeu les interprète-t-il ?
- l'univers : où se déroulent les aventures ? Qu'est-ce qui rend cet endroit unique ?
- le réalisme : les joueurs tenteront-ils de simuler des situations proches de celles du monde réel ? Ou au contraire les évènements étranges ou fantastiques seront-ils fréquents ?
- l'humour : la partie sera-t-elle loufoque ou comique ? Ou au contraire sérieuse et sombre ?
- l'intrigue sous-jacente : les joueurs sont-ils partie prenante d'évènements qui ont un impact sur l'univers de jeu tout entier ? Toutes les campagnes ne comportent pas ce type d'intrigue, mais la plupart impliquent au moins de personnages récurrents[1].

C'est le dosage de ces différents éléments qui donne sa saveur à la campagne.

## Types de campagnes
- Une campagne de type porte-monstre-trésor ou exploration de donjon met l'accent sur le massacre de monstres et la découverte de trésor. Ce type de campagne est souvent très épisodique. De nombreux joueurs de Donjons et Dragons apprécient ce type de campagne.
- Une campagne wargame met l’accent sur les aspects militaire et politiques, et englobent généralement les affaires d’États fictifs tout entiers. À ce stade, le jeu de figurines empiète et s'emboîte au jeu de rôle. La société Games Workshop a démarré comme une maison d'édition de jeux de rôle, mais au terme d'un processus analogue s'est transformé en une société de manufacture de figurines qui publie des suppléments qui décrivent des mondes fictifs entiers - pour soutenir leurs propres concepts de campagne jeu de rôle/figurine.
- Une campagne haute en couleur ou super-héroïque a la saveur des comic books. Les joueurs se voient souvent confier des missions, comme des super-méchants à arrêter, par leurs supérieurs[2].
- Une campagne détective met l'accent sur les mystères qui doivent être résolus par les joueurs ou qui se dévoilent à mesure que le jeu avance. Il peut s'agir de crimes ordinaires ou d'activités paranormales. Certains jeux, comme L'Appel de Cthulhu, ont été conçus spécialement en ayant ce type de campagne à l'esprit.

Diverses variantes des campagnes ci-dessus sont créées par les joueurs. La nature exacte de ces variations est habituellement annoncée en accolant un préfixe descriptif au mot « campagne ». Par exemple : une campagne « maléfique » dans laquelle les joueurs incarnent les méchants ou une campagne « enfantine » dans laquelle les personnages des joueurs sont toujours enfants.

## Autres dénominations
Plusieurs éditeurs ont publié des jeux qui utilisent délibérément des termes différents pour désigner ce même concept de « campagne ». Par exemple, White Wolf préfère utiliser le mot Chronique pour sa gamme de jeux du Monde des Ténèbres et pour Exalted.